# Easthope
Easthope – wieś w Anglii, w hrabstwie Shropshire. Leży 19 km na południowy wschód od miasta Shrewsbury i 208 km na północny zachód od Londynu.